# Johann Kaspar Ratz
Johann Kaspar Ratz (* 22. Dezember 1786 in Bezau; † 7. Juli 1860 in Bregenz; ab 1854 Johann Kaspar Ritter von Ratz) war ein österreichischer Politiker und Richter. Ratz war in den Jahren 1848/49 Mitglied des österreichischen Reichstags und zuletzt von 1850 bis 1854 Landesgerichtspräsident des Landesgerichts Feldkirch.

## Leben und Wirken
Johann Kaspar Ratz wurde am 22. Dezember 1786 als Sohn von Kaspar und Katharina Ratz (geb. Moosbrugger) in der Bregenzerwälder-Gemeinde Bezau geboren. Er besuchte von 1801 bis 1805 das Gymnasium Feldkirch und begann anschließend ein Studium der Philosophie an der Universität Innsbruck, das er jedoch 1808 zugunsten des Studiums der Rechtswissenschaften aufgab. Im Jahr 1809 wechselte Johann Kaspar Ratz an die Universität Landshut, wo er im Jahr 1811 das juridische Absolutorium erlangte.
Im Anschluss an seine Studienzeit zog es Ratz wieder zurück in die Heimat, wo er von 1811 bis 1814 als Rechtspraktikant am Landgericht Bezau tätig wurde. 1814 wurde er Stadtgerichtsassessor in Bregenz, 1817 Gerichtsadjunkt in Dornbirn. Im Jahr 1819 erfolgte schließlich die Berufung als Richter ans Landgericht Montafon. 1820 konnte er eine Richterstelle am Landgericht Bezau erlangen, 1830 am Landgericht Dornbirn. Schließlich war Johann Kaspar Ratz von 1850 bis 1854 als Landesgerichtspräsident am Landesgericht Feldkirch tätig, wo er 1855 in den Ruhestand trat.
Am 16. Juni 1848 wurde Johann Kaspar Ratz in den neu gegründeten österreichischen Reichstag gewählt. Im Reichstag trat er für die Selbständigkeit Vorarlbergs ein, konnte aber nur die Schaffung eines eigenen Kronlandes erreichen. Ansonsten ging er mit seinem Stimmverhalten mit dem Vorarlberger Abgeordneten-Kollegen Lukas von Zwickle und den Tiroler Abgeordneten konform und stimmte daher in einer reaktionären Tendenz.

## Privatleben
Johann Kaspar Ratz heiratete Maria Reiner, mit der er insgesamt fünfzehn gemeinsame Kinder bekam. 1854 wurde Ratz mit dem Orden der Eisernen Krone dritter Klasse ausgezeichnet und in den erblichen Ritterstand nobilitiert. Ab diesem Zeitpunkt trug er den erblichen Adelstitel Ritter von Ratz. Ratz’ Sohn Johann Kaspar Ratz junior (1829–1913) wurde im Jahr 1861 nach der Erlangung der Vorarlberger Landessouveränität zum ersten und bis 1870 einzigen Vorarlberger Landesbeamten bestellt.